# オックスレイ選挙区
オックスレイ選挙区（Division of Oxley）は、オーストラリア、クイーンズランドの選挙区域。
クイーンズランドの南東、ブリスベン郊外の南東地域とイプスウィッチの一部、面積は669km2（2005年）。
名前：オーストラリアの探検家ジョン・オックスレイにちなむ。
- 1901年、Division of Oxley - オックスレイ選挙区が最初に設定される。
- 1934年、グリフィス（英語版）に改名。
- 1948年、現在の選挙区が作られる。

## Members for Oxley
- ドナルド・キャメロン（自由党）（1949年-1961年）
- ビル・ハイドン（労働党）（1961年-1988年）
- Leslie Scott（労働党）（1988年-1996年）
- ポーリン・ハンソン (無所属)（1996年-1998年）
- Bernie Ripoll（労働党）（1998年-現職）